# English Football League Trophy 2017-2018
L'English Football League Trophy 2017-2018 è stata la 37ª edizione di questa competizione calcistica.

## Squadre partecipanti
| League One | League Two | U-21 |
| --- | --- | --- |
| - AFC Wimbledon - Blackpool - Blackburn - Bradford City - Bristol Rovers - Bury - Charlton - Doncaster - Fleetwood Town - Gillingham - MK Dons - Northampton Town - Oldham Athletic - Oxford Utd - Peterborough Utd - Plymouth - Portsmouth - Rochdale - Scunthorpe Utd - Shrewsbury Town - Southend Utd - Walsall - Wigan - Rotherham Utd | - Accrington Stanley - Barnet - Cambridge Utd - Carlisle Utd - Cheltenham Town - Chesterfield - Colchester Utd - Coventry City - Crawley Town - Crewe Alexandra - Exeter City - Forest Green - Grimsby Town - Lincoln City - Luton Town - Mansfield Town - Morecambe - Newport County - Notts County - Port Vale - Stevenage - Swindon Town - Wycombe - Yeovil Town | - Brighton & Hove U-21 - Chelsea U-21 - Everton U-21 - Fulham U-21 - Leicester City U-21 - Manchester City U-21 - Middlesbrough U-21 - Newcastle U-21 - Reading U-21 - Southampton U-21 - Stoke City U-21 - Sunderland U-21 - Swansea City U-21 - Tottenham U-21 - West Bromwich U-21 - West Ham U-21 |

## Fase a gironi
Legenda: Pti=punti; G=partite giocate; V=partite vinte; N=partite pareggiate; P=partite perse; GF=gol fatti; GS=gol subiti; DR=differenza reti

### Sezione Nord
Gruppo A
| Squadra             | Pti | G | V | N | P | GF | GS | DR |
| ------------------- | --- | - | - | - | - | -- | -- | -- |
| Fleetwood Town      | 9   | 3 | 3 | 0 | 0 | 7  | 2  | +5 |
| Leicester City U-21 | 4   | 3 | 1 | 1 | 1 | 3  | 5  | -2 |
| Carlisle Utd        | 3   | 3 | 1 | 0 | 2 | 3  | 3  | 0  |
| Morecambe           | 2   | 3 | 0 | 2 | 1 | 3  | 6  | -3 |

Gruppo B
| Squadra            | Pti | G | V | N | P | GF | GS | DR |
| ------------------ | --- | - | - | - | - | -- | -- | -- |
| Blackpool          | 7   | 3 | 2 | 1 | 0 | 7  | 3  | +4 |
| Accrington Stanley | 6   | 3 | 2 | 0 | 1 | 8  | 4  | +4 |
| Wigan              | 5   | 3 | 1 | 2 | 0 | 5  | 6  | -1 |
| Middlesbrough U-21 | 0   | 3 | 0 | 0 | 3 | 4  | 11 | -7 |

Gruppo C
| Squadra         | Pti | G | V | N | P | GF | GS | DR |
| --------------- | --- | - | - | - | - | -- | -- | -- |
| Rochdale        | 6   | 3 | 2 | 0 | 1 | 5  | 1  | +4 |
| Bury            | 6   | 3 | 2 | 0 | 1 | 4  | 5  | -1 |
| Blackburn       | 4   | 3 | 1 | 1 | 1 | 2  | 2  | 0  |
| Stoke City U-21 | 2   | 3 | 0 | 2 | 1 | 1  | 4  | -3 |

Gruppo D
| Squadra         | Pti | G | V | N | P | GF | GS | DR |
| --------------- | --- | - | - | - | - | -- | -- | -- |
| Port Vale       | 9   | 3 | 3 | 0 | 0 | 5  | 2  | +3 |
| Oldham Athletic | 7   | 3 | 2 | 1 | 0 | 5  | 1  | +4 |
| Newcastle U-21  | 3   | 3 | 1 | 0 | 2 | 3  | 6  | -3 |
| Crewe Alexandra | 0   | 3 | 0 | 0 | 3 | 3  | 7  | -4 |

Gruppo E
| Squadra            | Pti | G | V | N | P | GF | GS | DR |
| ------------------ | --- | - | - | - | - | -- | -- | -- |
| Walsall            | 7   | 3 | 2 | 1 | 0 | 6  | 3  | +3 |
| Shrewsbury Town    | 6   | 3 | 2 | 0 | 1 | 6  | 3  | +3 |
| Coventry City      | 5   | 3 | 1 | 2 | 0 | 6  | 6  | 0  |
| West Bromwich U-21 | 0   | 3 | 0 | 0 | 3 | 2  | 8  | -6 |

Gruppo F
| Squadra              | Pti | G | V | N | P | GF | GS | DR |
| -------------------- | --- | - | - | - | - | -- | -- | -- |
| Bradford City        | 6   | 3 | 2 | 0 | 1 | 6  | 6  | 0  |
| Chesterfield         | 5   | 3 | 1 | 2 | 0 | 6  | 7  | -1 |
| Rotherham Utd        | 4   | 3 | 1 | 1 | 1 | 5  | 3  | +2 |
| Manchester City U-21 | 3   | 3 | 1 | 0 | 2 | 4  | 5  | -1 |

Gruppo G
| Squadra        | Pti | G | V | N | P | GF | GS | DR |
| -------------- | --- | - | - | - | - | -- | -- | -- |
| Lincoln City   | 9   | 3 | 3 | 0 | 0 | 7  | 3  | +4 |
| Mansfield Town | 6   | 3 | 2 | 0 | 1 | 4  | 4  | 0  |
| Notts County   | 3   | 3 | 1 | 0 | 2 | 4  | 5  | -1 |
| Everton U-21   | 0   | 3 | 0 | 0 | 3 | 2  | 5  | -3 |

Gruppo H
| Squadra         | Pti | G | V | N | P | GF | GS | DR |
| --------------- | --- | - | - | - | - | -- | -- | -- |
| Scunthorpe Utd  | 7   | 3 | 2 | 1 | 0 | 6  | 3  | +3 |
| Doncaster       | 7   | 3 | 2 | 1 | 0 | 3  | 2  | +1 |
| Grimsby Town    | 2   | 3 | 0 | 2 | 1 | 3  | 4  | -1 |
| Sunderland U-21 | 2   | 3 | 0 | 2 | 1 | 2  | 5  | -3 |

### Sezione Sud
Gruppo A
| Squadra      | Pti | G | V | N | P | GF | GS | DR |
| ------------ | --- | - | - | - | - | -- | -- | -- |
| Portsmouth   | 7   | 3 | 2 | 1 | 0 | 7  | 4  | +3 |
| Charlton     | 6   | 3 | 2 | 0 | 1 | 5  | 3  | +2 |
| Fulham U-21  | 5   | 3 | 1 | 1 | 1 | 8  | 7  | +1 |
| Crawley Town | 0   | 3 | 0 | 0 | 3 | 2  | 8  | -6 |

Gruppo B
| Squadra        | Pti | G | V | N | P | GF | GS | DR |
| -------------- | --- | - | - | - | - | -- | -- | -- |
| Gillingham     | 9   | 3 | 3 | 0 | 0 | 10 | 6  | +4 |
| Southend Utd   | 6   | 3 | 2 | 0 | 1 | 4  | 2  | +2 |
| Colchester Utd | 2   | 3 | 0 | 1 | 2 | 2  | 5  | -3 |
| Reading U-21   | 1   | 3 | 0 | 1 | 2 | 7  | 10 | -3 |

Gruppo C
| Squadra        | Pti | G | V | N | P | GF | GS | DR |
| -------------- | --- | - | - | - | - | -- | -- | -- |
| Swindon Town   | 6   | 3 | 2 | 0 | 1 | 7  | 5  | +2 |
| West Ham U-21  | 6   | 3 | 2 | 0 | 1 | 6  | 5  | +1 |
| Bristol Rovers | 3   | 3 | 1 | 0 | 2 | 8  | 8  | 0  |
| Wycombe        | 3   | 3 | 1 | 0 | 2 | 3  | 6  | -3 |

Gruppo D
| Squadra      | Pti | G | V | N | P | GF | GS | DR |
| ------------ | --- | - | - | - | - | -- | -- | -- |
| Yeovil Town  | 8   | 3 | 2 | 1 | 0 | 6  | 3  | +3 |
| Chelsea U-21 | 5   | 3 | 1 | 2 | 0 | 6  | 4  | +2 |
| Plymouth     | 4   | 3 | 0 | 2 | 1 | 5  | 6  | -1 |
| Exeter City  | 1   | 3 | 0 | 1 | 2 | 4  | 8  | -4 |

Gruppo E
| Squadra           | Pti | G | V | N | P | GF | GS | DR |
| ----------------- | --- | - | - | - | - | -- | -- | -- |
| Swansea City U-21 | 9   | 3 | 3 | 0 | 0 | 6  | 2  | +4 |
| Forest Green      | 6   | 3 | 2 | 0 | 1 | 4  | 3  | +1 |
| Cheltenham Town   | 3   | 3 | 1 | 0 | 2 | 4  | 5  | -1 |
| Newport County    | 0   | 3 | 0 | 0 | 3 | 2  | 6  | -4 |

Gruppo F
| Squadra        | Pti | G | V | N | P | GF | GS | DR |
| -------------- | --- | - | - | - | - | -- | -- | -- |
| Luton Town     | 7   | 3 | 1 | 2 | 0 | 5  | 4  | +1 |
| AFC Wimbledon  | 6   | 3 | 2 | 0 | 1 | 9  | 8  | +1 |
| Barnet         | 4   | 3 | 1 | 1 | 1 | 6  | 6  | 0  |
| Tottenham U-21 | 1   | 3 | 0 | 1 | 2 | 6  | 8  | -2 |

Gruppo G
| Squadra              | Pti | G | V | N | P | GF | GS | DR |
| -------------------- | --- | - | - | - | - | -- | -- | -- |
| MK Dons              | 8   | 3 | 2 | 1 | 0 | 6  | 3  | +3 |
| Oxford Utd           | 4   | 3 | 1 | 1 | 1 | 11 | 8  | +3 |
| Stevenage            | 4   | 3 | 1 | 1 | 1 | 5  | 7  | -2 |
| Brighton & Hove U-21 | 2   | 3 | 0 | 1 | 2 | 3  | 7  | -4 |

Gruppo H
| Squadra          | Pti | G | V | N | P | GF | GS | DR |
| ---------------- | --- | - | - | - | - | -- | -- | -- |
| Peterborough Utd | 7   | 3 | 2 | 1 | 0 | 5  | 1  | +4 |
| Northampton Town | 6   | 3 | 0 | 3 | 0 | 5  | 5  | 0  |
| Southampton U-21 | 4   | 3 | 1 | 1 | 1 | 4  | 5  | -1 |
| Cambridge Utd    | 1   | 3 | 0 | 1 | 2 | 1  | 4  | -3 |

## Fase a eliminazione diretta

### Secondo turno

#### Sezione Nord
| Squadra 1        | Risultato       | Squadra 2           |
| ---------------- | --------------- | ------------------- |
| 28 novembre 2017 |                 |                     |
| Rochdale         | 1 - 1 (5-4 dtr) | Doncaster           |
| 2 dicembre 2017  |                 |                     |
| Walsall          | 1 - 2           | Bury                |
| 5 dicembre 2017  |                 |                     |
| Port Vale        | 1 - 2           | Shrewsbury Town     |
| Fleetwood Town   | 2 - 0           | Chesterfield        |
| Lincoln City     | 3 - 2           | Accrington Stanley  |
| Scunthorpe Utd   | 1 - 2           | Leicester City U-21 |
| Bradford City    | 0 - 1           | Oldham Athletic     |
| 6 dicembre 2017  |                 |                     |
| Blackpool        | 1 - 1 (5-4 dtr) | Mansfield Town      |

#### Sezione Sud
| Squadra 1         | Risultato | Squadra 2        |
| ----------------- | --------- | ---------------- |
| 2 dicembre 2017   |           |                  |
| Portsmouth        | 2 - 0     | Northampton Town |
| 5 dicembre 2017   |           |                  |
| Gillingham        | 1 - 2     | Oxford Utd       |
| Swansea City U-21 | 2 - 3     | Charlton         |
| Swindon Town      | 0 - 1     | Forest Green     |
| Yeovil Town       | 2 - 0     | AFC Wimbledon    |
| Luton Town        | 4 - 0     | West Ham U-21    |
| 6 dicembre 2017   |           |                  |
| MK Dons           | 0 - 4     | Chelsea U-21     |
| Peterborough Utd  | 2 - 0     | Southend Utd     |

### Terzo turno

#### Sezione Nord
| Squadra 1       | Risultato       | Squadra 2           |
| --------------- | --------------- | ------------------- |
| 9 gennaio 2018  |                 |                     |
| Bury            | 2 - 3           | Fleetwood Town      |
| Rochdale        | 0 - 1           | Lincoln City        |
| 10 gennaio 2018 |                 |                     |
| Shrewsbury Town | 0 - 0 (4-2 dtr) | Blackpool           |
| 17 gennaio 2018 |                 |                     |
| Oldham Athletic | 4 - 2           | Leicester City U-21 |

#### Sezione Sud
| Squadra 1      | Risultato       | Squadra 2        |
| -------------- | --------------- | ---------------- |
| 9 gennaio 2018 |                 |                  |
| Charlton       | 1 - 1 (0-3 dtr) | Oxford Utd       |
| Luton Town     | 0 - 0 (6-7 dtr) | Peterborough Utd |
| Portsmouth     | 1 - 2           | Chelsea U-21     |
| Yeovil Town    | 2 - 0           | Forest Green     |

### Quarto turno
| Squadra 1       | Risultato | Squadra 2        |
| --------------- | --------- | ---------------- |
| 23 gennaio 2018 |           |                  |
| Shrewsbury Town | 2 - 1     | Oldham Athletic  |
| Chelsea U-21    | 3 - 0     | Oxford Utd       |
| Lincoln City    | 4 - 2     | Peterborough Utd |
| 6 febbraio 2018 |           |                  |
| Yeovil Town     | 3 - 2     | Fleetwood Town   |

### Semifinali
| Squadra 1       | Risultato       | Squadra 2    |
| --------------- | --------------- | ------------ |
| 6 febbraio 2018 |                 |              |
| Lincoln City    | 1 - 1 (4-2 dtr) | Chelsea U-21 |
| 6 marzo 2018    |                 |              |
| Shrewsbury Town | 1 - 0           | Yeovil Town  |

### Finale
| Arbitro: | Gavin Ward |

|                |           |  |
| Whitehouse 16’ | Marcatori |  |